# 薩沙
參數所指定的目標頁面不存在，建議更正成存在頁面或直接建立下列一個頁面（建立前請先搜尋是否有合適的存在頁面可以取代）：
- 萨沙 (作家)

48°36′47″N 29°49′3″E / 48.61306°N 29.81750°E
薩沙（烏克蘭語：Саша），是烏克蘭的村落，位於該國西南部文尼察州，由海辛區負責管轄，始建於1823年，面積1平方公里，海拔高度199米，2001年該村落人口440。